# Isola Ford (Windmill)
L'isola Ford (in inglese Ford Island) è una piccola isola antartica facente parte dell'arcipelago Windmill.
Localizzata ad una latitudine di 66° 24' sud e ad una longitudine di 110°30' est, l'isola è lunga 2 km e si trova al largo della costa Budd. Dista poco più di 3 km dall'isola Holl, tra l'isola O'Connor e l'isola Cloyd. La zona è stata mappata per la prima volta mediante ricognizione aerea durante l'operazione Highjump e l'operazione Windmill, negli anni 1947-1948. È stata intitolata dalla US-ACAN a Homer D. Ford, ufficiale fotografico dell'operazione Highjump.